# Giải Sao Thổ cho nữ diễn viên phụ xuất sắc nhất trên truyền hình
Giải Sao Thổ cho nữ diễn viên phụ truyền hình xuất sắc nhất là một trong các giải Sao Thổ dành cho nữ diễn viên đóng vai phụ trong một phim hoặc chương trình truyền hình, được bầu chọn là xuất sắc nhất. Giải này được lập từ năm 1999.

## Các người đoạt giải & được đề cử
- 1999: Justina Vail - Seven Days
  - Charisma Carpenter - Angel
  - Virginia Hey - Farscape
  - Heather Matarazzo - Now and Again
  - Jeri Ryan - Star Trek: Voyager
  - Amanda Tapping - Stargate SG-1
- 2000: Jeri Ryan - Star Trek: Voyager
  - Alyson Hannigan - Buffy the Vampire Slayer
  - Katherine Heigl - Roswell
  - Juliet Landau - Angel
  - Amanda Tapping - Stargate SG-1
  - Michelle Trachtenberg - Buffy the Vampire Slayer
- 2001: Jolene Blalock - Enterprise
  - Gigi Edgley - Farscape
  - Annabeth Gish - The X-Files
  - Alyson Hannigan - Buffy the Vampire Slayer
  - Amanda Tapping - Stargate SG-1
  - Michelle Trachtenberg - Buffy the Vampire Slayer
- 2002: Alyson Hannigan - Buffy the Vampire Slayer
  - Amy Acker - Angel
  - Jolene Blalock - Enterprise
  - Heather Donahue - Taken
  - Dakota Fanning - Taken
  - Michelle Trachtenberg - Buffy the Vampire Slayer
- 2003: Amy Acker - Angel
  - Jolene Blalock - Enterprise
  - Charisma Carpenter - Angel
  - Victoria Pratt - Mutant X
  - Katee Sackhoff - Battlestar Galactica
  - Amanda Tapping - Stargate SG-1
- 2004: Amanda Tapping - Stargate SG-1
  - Amy Acker - Angel
  - Erica Durance - Smallville
  - Torri Higginson - Stargate: Atlantis
  - Samantha Mathis - Salem's Lot
  - Sonya Walger - The Librarian: Quest for the Spear
- 2005: Katee Sackhoff - Battlestar Galactica
  - Catherine Bell - The Triangle
  - Claudia Black - Stargate SG-1
  - Erica Durance - Smallville
  - Allison Mack - Smallville
  - Michelle Rodriguez - LOST
- 2006: Hayden Panettiere - Heroes
  - Gabrielle Anwar - The Librian: Return to King Solomon's Mines
  - Jennifer Carpenter - Dexter
  - Ali Larter - Heroes
  - Allison Mack - Smallville
  - Elizabeth Mitchell - LOST
- 2007: Summer Glau - Terminator: The Sarah Connor Chronicles / Elizabeth Mitchell - LOST
  - Jaimie Alexander - Kyle XY
  - Jennifer Carpenter - Dexter
  - Jaime Murrary - Dexter
  - Hayden Panettiere - Heroes